# Cylisticus orientalis
Cylisticus orientalis is een pissebed uit de familie Cylisticidae. De wetenschappelijke naam van de soort is voor het eerst geldig gepubliceerd in 1939 door Borutzkii.